# Kagisano

Gemeindegebiet bis 2016

Kagisano war eine Gemeinde im Distrikt Dr Ruth Segomotsi Mompati, Provinz Nordwest in Südafrika. Sie wurde 2011 mit der Gemeinde Molopo zur Gemeinde Kagisano-Molopo vereint. 
Die Gemeinde war benannt nach dem Setswana-Wort für „in Harmonie zusammenleben“.
Ortschaften in der ehemaligen Gemeinde sind: Batlharo Ba Lotlhware, Huhudi, Kagisano, Louwna, Morokweng und Piet Plessis.

## Sehenswürdigkeiten
- Morokweng-Krater